# اربن ونمارس
اربن ونمارس (انگلیسی: Erben Wennemars؛ زادهٔ ۱ نوامبر ۱۹۷۵) مجری تلویزیون، و اسکیت‌باز سرعت اهل پادشاهی هلند است.